# Брамбати, Массимо
Массимо Брамбати (итал. Massimo Brambati, 29 июня 1966, Милан) — итальянский футболист, защитник.
Прежде всего известен выступлениями за клубы «Торино» и «Бари», а также олимпийскую сборную Италии. Обладатель Кубка Митропы.

## Клубная карьера
Воспитанник футбольной школы клуба «Торино». Взрослую футбольную карьеру начал в 1985 году в основной команде того же клуба, в которой провел один сезон, приняв участие лишь в 1 матче чемпионата.
С 1986 по 1988 год играл на условиях аренды в составе клуба «Эмполи», после чего вернулся в «Торино», где провел ещё один сезон.
Своей игрой за последнюю команду привлек внимание представителей тренерского штаба клуба «Бари», к составу которого присоединился в 1989 году. Сыграл за команду из Бари следующие четыре сезона своей игровой карьеры. Большинство времени, проведенного в составе, был основным игроком защиты команды. За это время завоевал титул обладателя Кубка Митропы.
В течение 1994—1998 годов защищал цвета клубов «Палермо», «Луккезе-Либертас» и «Тернана».
Завершил профессиональную игровую карьеру в клубе «Саронно», за который выступал в течение 1998—1999 годов.

## Выступления за сборные
В течение 1987—1988 годов привлекался в состав молодежной сборной Италии. На молодёжном уровне сыграл в 9 официальных матчах.
1988 года защищал цвета олимпийской сборной Италии. В составе этой команды провел 4 матча. В составе сборной был участником футбольного турнира на Олимпийских играх 1988 года в Сеуле.

## Титулы и достижения
- Обладатель Кубка Митропы (1):

«Бари»: 1990